# Moldavië op de Olympische Spelen
Moldavië is een van de landen die deelneemt aan de Olympische Spelen. Moldavië debuteerde op de Winterspelen van 1994. Twee jaar later, in 1996, kwam het voor het eerst uit op de Zomerspelen.
Tot 1991 was het land als de SSR Moldavië onderdeel van de Sovjet-Unie en namen de Moldaviërs (eventueel) deel als lid van het Sovjetteam. In 1992 werd er op Zomerspelen deelgenomen met het Gezamenlijk team op de Olympische Spelen.
Parijs 2024 was voor Moldavië de achtste deelname aan de Zomerspelen, in 2022 werd voor de achtste keer deelgenomen aan de Winterspelen. Er werden tien medailles gewonnen, alle op de Zomerspelen.

## Medailles en deelnames
De tien medailles werden in vier olympische sporten behaald, acht door mannen, een door een vrouw.
De drie bronzen medailles die in 2012 in bij het gewichtheffen door Anatoli Ciricu (middenzwaargewicht) en Cristina Iovu (vedergewicht) en in 2016 in het kanovaren door Serghei Tarnovschi (C-1 1000 m) werden behaald werden in een later stadium afgenomen.

### Overzicht
De tabel geeft een overzicht van de jaren waarin werd deelgenomen, het aantal gewonnen medailles en de eventuele plaats in het medailleklassement.
| Zomerspelen | Zomerspelen | Zomerspelen | Zomerspelen | Zomerspelen | Zomerspelen |        | Winterspelen | Winterspelen | Winterspelen | Winterspelen | Winterspelen | Winterspelen |
| Jaar        | Goud        | Zilver      | Brons       | Totaal      | Rang        | Jaar   | Goud         | Zilver       | Brons        | Totaal       | Rang         |              |
| 1996        | 0           | 1           | 1           | 2           | 58          | 1994   | 0            | 0            | 0            | 0            | -            |              |
| 2000        | 0           | 1           | 1           | 2           | 61          | 1998   | 0            | 0            | 0            | 0            | -            |              |
| 2004        | 0           | 0           | 0           | 0           | -           | 2002   | 0            | 0            | 0            | 0            | -            |              |
| 2008        | 0           | 0           | 1           | 1           | 80          | 2006   | 0            | 0            | 0            | 0            | -            |              |
| 2012        | 0           | 0           | 0           | 0           | -           | 2010   | 0            | 0            | 0            | 0            | -            |              |
| 2016        | 0           | 0           | 0           | 0           | -           | 2014   | 0            | 0            | 0            | 0            | -            |              |
| 2020        | 0           | 0           | 1           | 1           | 86          | 2018   | 0            | 0            | 0            | 0            | -            |              |
| 2024        | 0           | 1           | 3           | 4           | 72          | 2022   | 0            | 0            | 0            | 0            | -            |              |
| Totaal      | 0           | 3           | 7           | 10          |             | Totaal | 0            | 0            | 0            | 0            |              |              |
| Tot. Z+W    | 0           | 3           | 7           | 10          |             |        |              |              |              |              |              |              |

### Per deelnemer
| Editie | Sport       | Olympiër                          | Onderdeel                             | Medaille |
| ------ | ----------- | --------------------------------- | ------------------------------------- | -------- |
| 1996   | Kanovaren   | Nicolae Juravschi Viktor Reneiski | C-2 500 m (m)                         | Zilver   |
| 1996   | Worstelen   | Sergej Moereiko                   | grieks-romeins, superzwaargewicht (m) | Brons    |
| 2000   | Boksen      | Vitalie Grușac                    | weltergewicht (m)                     | Brons    |
| 2000   | Schietsport | Oleg Moldovan                     | bewegenddoel 10 m (m)                 | Zilver   |
| 2008   | Boksen      | Veaceslav Gojan                   | bantamgewicht (tot 54 kg) (m)         | Brons    |
| 2020   | Kanovaren   | Serghei Tarnovschi                | C-1 1000 m (m)                        | Brons    |

Afghanistan · Albanië · Algerije · Amerikaans-Samoa · Amerikaanse Maagdeneilanden · Andorra · Angola · Antigua en Barbuda · Argentinië · Armenië · Aruba · Australië · Azerbeidzjan · Bahama's · Bahrein · Bangladesh · Barbados · België · Belize · Benin · Bermuda · Bhutan · Bolivia · Bosnië en Herzegovina · Botswana · Brazilië · Britse Maagdeneilanden · Brunei · Bulgarije · Burkina Faso · Burundi · Cambodja · Canada · Centraal-Afrikaanse Republiek · Chili · China · Chinees Taipei · Colombia · Comoren · Congo-Brazzaville · Congo-Kinshasa · Cookeilanden · Costa Rica · Cuba · Cyprus · Denemarken · Djibouti · Dominica · Dominicaanse Republiek · Duitsland · Ecuador · Egypte · El Salvador · Equatoriaal-Guinea · Eritrea · Estland · Ethiopië · Fiji · Filipijnen · Finland · Frankrijk · Gabon · Gambia · Georgië · Ghana · Grenada · Griekenland · Groot-Brittannië · Guam · Guatemala · Guinee · Guinee-Bissau · Guyana · Haïti · Honduras · Hongarije · Hongkong · Ierland · IJsland · India · Indonesië · Irak · Iran · Israël · Italië · Ivoorkust · Jamaica · Japan · Jemen · Jordanië · Kaaimaneilanden · Kaapverdië · Kameroen · Kazachstan · Kenia · Kirgizië · Kiribati · Koeweit · Kosovo · Kroatië · Laos · Lesotho · Letland · Libanon · Liberia · Libië · Liechtenstein · Litouwen · Luxemburg · Madagaskar · Malawi · Malediven · Maleisië · Mali · Malta · Marokko · Marshalleilanden · Mauritanië · Mauritius · Mexico · Micronesië · Moldavië · Monaco · Mongolië · Montenegro · Mozambique · Myanmar · Namibië · Nauru · Nederland · Nepal · Nicaragua · Nieuw-Zeeland · Niger · Nigeria · Noord-Korea · Noord-Macedonië · Noorwegen · Oeganda · Oekraïne · Oezbekistan · Oman · Oost-Timor · Oostenrijk · Pakistan · Palau · Palestina · Panama · Papoea-Nieuw-Guinea · Paraguay · Peru · Polen · Portugal · Puerto Rico · Qatar · Roemenië · Rusland · Rwanda · Saint Kitts en Nevis · Saint Lucia · Saint Vincent en de Grenadines · Salomonseilanden · Samoa · San Marino · Saoedi-Arabië · Sao Tomé en Principe · Senegal · Servië · Seychellen · Sierra Leone · Singapore · Slovenië · Slowakije · Somalië · Spanje · Sri Lanka · Soedan · Suriname · Swaziland · Syrië · Tadzjikistan · Tanzania · Thailand · Togo · Tonga · Trinidad en Tobago · Tsjaad · Tsjechië · Tunesië · Turkije · Turkmenistan · Tuvalu · Uruguay · Vanuatu · Venezuela · Verenigde Arabische Emiraten · Verenigde Staten · Vietnam · Wit-Rusland · Zambia · Zimbabwe · Zuid-Afrika · Zuid-Korea · Zuid-Soedan · Zweden · Zwitserland
Historische landen: Bohemen · Bondsrepubliek Duitsland · Brits-Indië · Duitse Democratische Republiek · Joegoslavië · Malaya · Nederlandse Antillen · Noord-Borneo · Noord-Jemen · Saarland · Servië en Montenegro · Sovjet-Unie · Tsjecho-Slowakije · West-Indische Federatie · Zuid-Jemen
Bijzondere deelnames: Onafhankelijke olympische atleten · Vluchtelingenteam 
 Australazië · Duits Eenheidsteam · Gemengd team · Gezamenlijk Team